# Aphnaeus flavescens
Aphnaeus flavescens is een vlinder uit de familie van de Lycaenidae. De wetenschappelijke naam van de soort is voor het eerst gepubliceerd in 1954 door Henri Stempffer.
De soort komt voor in Congo-Kinshasa, Tanzania, Zambia en Malawi.